# José Rodríguez Mourelo
José Rodríguez Mourelo (Lugo, 24 de febrer de 1857 - Madrid, 22 de novembre de 1932) va ser un químic gallec, acadèmic de la Reial Acadèmia de Ciències Exactes, Físiques i Naturals.
Era fill d'Antonio Rodríguez Pérez, alcalde de Lugo. Va estudiar a les universitats de Santiago i Madrid, i amplià estudis a Ginebra i París. Va ser professor de Química de l'Escola d'Arts i Indústries de Madrid, bibliotecari de l'Ateneo de Madrid i conseller d'Agricultura. Va col·laborar en publicacions periòdiques com El Imparcial (1902), Heraldo de Madrid (1902), La Ilustración Española (1897-), Revista Contemporánea (1897-), Mundo Naval Ilustrado (1898-), La Lectura o La España Moderna.
Va ser nomenat acadèmic numerari de la Reial Acadèmia de Ciències Exactes, Físiques i Naturals el 1902, arribant a ser president de la Secció de Física i Química. Va ser també membre de diferents societats com la Reial Societat de Física i Història Natural de Ginebra o la Comissió Internacional de les Taules Físico-Químiques, a més de conseller d'instrucció pública. Va estar casat amb l'escriptora Fanny Garrido.

## Obres
- La civilización moderna Arxivat 2021-02-11 a Wayback Machine., 1880.
- Concepto actual del Cosmos Arxivat 2021-02-11 a Wayback Machine., 1880.
- Concepto de la energía Arxivat 2021-02-11 a Wayback Machine., 1882.
- La radiofonía, 1883.
- Del método experimental en la Psicología, 1884.
- Historia, progresos y estado actual de las ciencias naturales en España Arxivat 2021-02-11 a Wayback Machine., 1886.
- La noción del cuerpo simple en la Química moderna, 1887.
- Condición de los labradores en Galicia, 1890.
- Llave para la resolución de problemas en el laboratorio de Química de la Escuela general preparatoria de Ingenieros y Arquitectos, 1890.
- Los derivados del petroleo, 1891.
- Apuntes sobre algunos descubrimientos científicos realizados por españoles en América, 1892.